# Evol (manga)
Pour les articles homonymes, voir Evol.
Evol (イーヴォー, Īvu~ō), stylisé EVOL, est un seinen manga d'Atsushi Kaneko, prépublié dans le magazine Monthly Comic Beam depuis le 12 août 2020 et publié par Enterbrain en volumes reliés depuis juillet 2021. La version française est éditée par Delcourt dans la collection « Delcourt/Tonkam ».
La série est adaptée en un drama diffusé sur DMM TV à partir du 3 novembre 2023.

## Manga
Evol est scénarisé et dessiné par Atsushi Kaneko. Il est prépublié dans le Monthly Comic Beam depuis le 12 août 2020 (numéro de septembre 2023). Il est publié au format tankōbon par Enterbrain (marque de Kadokawa) avec un premier volume sorti le 12 juillet 2021.
Lors d'une rencontre à Paris, Kaneko annonce que la série devrait compter environ huit volumes au total.
La version française est éditée par Delcourt dans la collection « Delcourt/Tonkam » en grand format avec un premier tome sorti le 12 avril 2023.
Le 24 février 2021 sort le clip vidéo Accomplices (逃走劇, Tōsō geki) sur YouTube en collaboration avec Tatsuya Kitani, pour lequel Kaneko créé des illustrations en lien avec Evol, le logo et le texte du titre.

### Liste des volumes
| no | Japonais          | Japonais          | Français        | Français          |
| no | Date de sortie    | ISBN              | Date de sortie  | ISBN              |
| -- | ----------------- | ----------------- | --------------- | ----------------- |
| 1  | 12 juillet 2021   | 978-4-0473-6720-3 | 12 avril 2023   | 978-2-413-04817-6 |
| 2  | 12 juillet 2021   | 978-4-0473-6721-0 | 12 avril 2023   | 978-2-413-04818-3 |
| 3  | 10 décembre 2021  | 978-4-0473-6866-8 | 23 août 2023    | 978-2-413-07867-8 |
| 4  | 10 juin 2022      | 978-4-0473-7097-5 | 6 décembre 2023 | 978-2-413-08063-3 |
| 5  | 12 décembre 2022  | 978-4-0473-7292-4 | 10 avril 2024   | 978-2-413-08064-0 |
| 6  | 12 juillet 2023   | 978-4-0473-7530-7 | 21 août 2024    | 978-2-413-08065-7 |
| 7  | 9 février 2024    | 978-4-0473-7779-0 | 4 décembre 2024 | 978-2-413-08677-2 |
| 8  | 12 septembre 2024 | 978-4-0473-8116-2 | 23 avril 2025   | 978-2-413-08932-2 |
| 9  | 11 avril 2025     | 978-4-0473-8431-6 |                 |                   |

## Série télévisée
En décembre 2022, lors d'un évènement en streaming, la chaîne DMM TV annonce une adaptation de la série en drama avec Yuzu Aoki dans le rôle de Nozomi, Himena Irei dans le rôle d'Akari et Misaki Hattori dans le rôle de Sakura,. En septembre 2023, le début de diffusion de la série est annoncée pour le 3 novembre 2023 et le casting est complété par Nobuaki Kaneko (en) dans le rôle de Lightning Bolt, Haruka Imou dans le rôle de Thunder Girl, Ken Ishiguro (en) dans le rôle du super-intendant en chef de la Police Hiromi Tsuchiya et Ken Yasuda (en) dans le rôle du Maire,. Le drama est réalisé par Shinta Yamashiki, sur un scénario de Hideichi Mizui Davis et produit par Robot Communications (en),. La chanson thème, Superman, est interprétée par Tempalay (en).

## Accueil
Pour Pauline Croquet du Monde, « au-delà des dehors punk auxquels on le réduit souvent, Kaneko parvient à sonder les malaises et les aberrations sociétales. Evol – « Love », à l'envers, comme le disque de Sonic Youth – se pare de toute l'énergie graphique de l'artiste. Nerveuse à souhait, sa série flirte avec les codes des comics américains et s'épanouit pleinement dans le registre noir et blanc du manga ».

## Distinctions
Le tome 1 de la série est nommé en sélection officielle du Festival d'Angoulême 2024.